# القوعة (الحد)

تعديل مصدري - تعديل

القوعة هي إحدى قرى عزلة الحد بمديرية الحد التابعة لمحافظة لحج، بلغ تعداد سكانها 431 نسمة حسب تعداد اليمن لعام 2004.